# Палеон-Трикерион
Палеон-Трикерион (греч. Παλαιόν Τρικέριον ή Παλαιό Τρίκερι) — остров в Греции, в южной части залива Пагаситикос Эгейского моря, севернее полуострова Трикерион полуострова Магнисия. Наивысшая точка — гора Схина-Рахи высотой 109 м над уровнем моря. Площадь 2,476 км². Административно относится к сообществу Трикерион в общине Нотио-Пилио в периферийной единице Магнисия в периферии Фессалия. Главный населенный пункт и порт — одноимённая деревня с населением 59 человек по переписи 2011 года. Также на острове находятся деревни Айия-София (7 чел.), Айос-Еорьос (13 чел.), Питос (11 чел.).
Южная оконечность острова — мыс Пахула, северо-восточная — мыс Алексис, северная — мыс Пардалос.
На острове находится монастырь Евангелистрия (Благовещения Пресвятой Богородицы, Μονή Παναγίας ή Ευαγγελίστριας) XIX века.
Летом курсирует паром между деревней Палеон-Трикерион и урочищем Алогопорос (Αλογόπορος) на материке. На острове отсутствует автомобильный транспорт и дороги, в качестве рабочих животных используются мулы.
Северо-восточнее находятся острова Питу (Πυθού), Стронгили (Στρογγυλή) и Псатион.

## История
В древности назывался Кикинеф (др.-греч. Κικύνηθος, лат. Cicynethus). Страбон передаёт сообщение Артемидора Эфесского, что на острове находился одноимённый город.
Во время Второй Балканской войны 1913 года на острове находился концентрационный лагерь для болгар, населявших Македонию, и болгарских военнопленных. В лагере не хватало питьевой воды и продуктов питания. В 1917 году Константин Мутафов написал пьесу «Пленник Трикери», экранизированную в 1929 году (режиссёр и исполнитель главной роли Михаил Славов).
Во время Гражданской войны в Греции (1946—1949) в 1947 году на острове находился концентрационный лагерь для женщин. Около 5000 женщин и детей содержались в лагере. В 1947 году 3000 женщин были переведены в концлагерь Макронисос. Осенью 1950 года из Макронисоса на остров Палеон-Трикерион были возвращены 500 «нерасскаявшихся» женщин
С 1957 по 1969 год монастырь Евангелистрия арендовал у церкви австриец Альфонс Хохгаузер, в прошлом участник экспедиций Ганса Хасса. Альфонс Хохгаузер превратил монастырь в гостиницу, которую посещали гости из Германии, Австрии и Англии. 31 мая 1963 года во время купания в 15 м от берега острова белая акула напала на австрийскую писательницу Хельгу Поль и убила её на глазах подруги, оставшейся на берегу. Останки Хельги Поль не были найдены.